# Rektionsmodell
Das Rektionsmodell stellt in einer Tabelle alle Informationen über die Aktanten („die wesentlichen Mitspieler“) eines prädikativen Wortes und deren Form in Verbindung mit diesem Wort dar. Dadurch ergeben sich umfangreiche Angaben über die Möglichkeiten, wie ein Wort mit seinen Aktanten im Satz verwendet werden kann.
Das Rektionsmodell des Verbs versprechen in seiner ersten Bedeutung (wie in dem Satz Hans versprach uns, pünktlich zu kommen) sieht beispielsweise wie folgt aus:

versprechen
| I = X     | II = Y              | III = Z        |
| [Subjekt] | [Inhalt]            | [Gegenspieler] |
| --------- | ------------------- | -------------- |
| NNom      | 1. zu + VInf        | NDat           |
|           | 2. dass + NSatz     |                |
|           | 3. NAkk             |                |
|           | 4. dir./indir. Rede |                |
|           | notwendig           |                |

Die Tabelle hat in diesem Beispiel drei Spalten entsprechend den drei Aktanten von versprechen [(i) wer verspricht (ii) was (iii) wem]. Der erste Aktant, das Subjekt des Versprechens, kann laut Rektionsmodell nur durch ein Nomen im Nominativ belegt werden (Nomen hier i. S. der umfassenden Bedeutung Substantiv oder Pronomen, z. B. Hans verspricht ..., wir versprechen ...). Der zweite Aktant, der Inhalt des Versprechens, kann folgendermaßen realisiert werden: entweder 1. durch ein Verb im Infinitiv in Verbindung mit zu (z. B. ... verspricht zu kommen), 2. durch einen Nebensatz, der mit der Konjunktion dass eingeleitet wird (z. B. ... versprach, dass er kommen wird), 3. durch ein Nomen im Akkusativ (z. B. ... versprach ... das Buch) oder 4. durch die direkte bzw. indirekte Rede (z. B. ... versprach: „Ich werde pünktlich kommen“  bzw. ... versprach, er werde pünktlich kommen). Dieser zweite Aktant muss notwendigerweise im Satz realisiert werden. Für die Realisierung des dritten Aktanten gibt es wiederum nur eine Möglichkeit, nämlich als Nomen im Dativ (z. B. ... versprach seinen Freunden ..., ... versprach uns ...). In der hier dargestellten Form macht die Tabelle allerdings nicht deutlich, dass letztere Ergänzung beim Beispiel des Verbs versprechen nicht obligatorisch ist, mithin ohne Änderung der Verbbedeutung gesetzt werden kann, aber nicht muss.
Das Rektionsmodell in dieser Form wurde von den Sprachwissenschaftlern I.A. Meľčuk, A.K. Žolkovskij und Ju.D. Apresjan in den 1960er und 1970er Jahren entwickelt. Es ist neben den Lexikalischen Funktionen wichtiger Teil des Wörterbucheintrags für alle prädikativen Wörter im Erklärend-kombinatorischen Wörterbuch (EKW) des Bedeutung-Text-Modells (BTM).